# International Football Association Board
International Football Association Board (IFAB) är det organ som beslutar om spelreglerna för fotboll.  Medlemmar i IFAB är Fifa samt de fyra brittiska fotbollsförbunden från Wales, Nordirland, Skottland och England. Fifa har fyra röster och de brittiska förbunden en var. För att ett beslut ska kunna fattas, måste det godkännas med tre fjärdedelars majoritet av de närvarande medlemmarna.  För att vara beslutsmässigt måste samtliga röstberätttigade medlemmar närvara om inte annat har överenskommits, eller frånvaro på grund av force majeure.
Alla nationella fotbollsförbund som är medlemmar i Fifa har rätt att lämna förslag till förändringar i fotbollens regelverk på IFAB:s årsmöte, som skall äga rum i februari eller mars. Beslut om regelförändringar fattas av stämman, som samlas på årsmötet, samt eventuella specialmöten som arrangeras av styrelsen. Styrelsen består av Fifas generalsekreterare och ordförande i de fyra brittiska förbunden.
IFAB hade sitt första möte i London 1886 då endast de fyra brittiska fotbollsförbunden ingick. Efter att FIFA bildats 1904, förklarade man att man skulle följa de regler som IFAB beslutat. FIFA släpptes in i IFAB 1913, och fick från början två röster av organets tio (de brittiska förbunden hade sedan tidigare två röster var). Beslut fattades då med fyra femtedelars majoritet, varför de brittiska fotbollsförbunden fortfarande, om de var eniga, kunde fatta beslut mot FIFA:s vilja.  Nuvarande system infördes 1958.
IFAB blev registrerad som en helt självständig organisation 2014, med egen administration, eget högkvarter och egna stadgar. Huvudkontoret ligger i Zürich, Schweiz.